# Zenkovka
Zenkovka (en rus: Зенковка) és un poble (un possiólok) de l'óblast de Sverdlovsk, a Rússia, segons el cens del 2010 tenia 2 habitants.